# نويل ويلدرز
نويل ويلدرز (بالإنجليزية: Noel Wilders)‏ مواليد 4 يناير 1975 في إنجلترا، هو ملاكم محترف بريطاني يصنف ضمن فئة وزن الديك.

## إحصائيات
خاض خلال مسيرته 29 نزالا، فاز في 24 وتعادل في 1 وخسر في 4. فاز بالضربة القاضية في 7 نزالات.

## روابط خارجية
- نويل ويلدرز على موقع بوكس ريك (الإنجليزية) (registration required)